# Mortes em abril de 2007
Mortes em 2007: ← – Janeiro – Fevereiro – Março – Abril – Maio – Junho – Julho – Agosto – Setembro – Outubro – Novembro – Dezembro – →
Esta é uma relação de pessoas notáveis que morreram durante o mês de abril de 2007, listando nome, nacionalidade, ocupação e ano de nascimento.

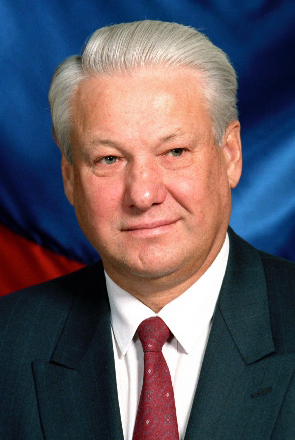
Boris Iéltsin, ex-presidente da Rússia.

| Dia | Nome                      | Profissão ou motivo de reconhecimento | Nacionalidade  | Ano de nasc. | Ref    |
| --- | ------------------------- | ------------------------------------- | -------------- | ------------ | ------ |
| 1   | Tadjou Salou              | Futebolista                           | Togo           | 1974         | [ 1 ]  |
| 2   | Tsuguo Hongo              | Micologista                           | Japão          | 1923         | [ 2 ]  |
| 2   | Henry L. Giclas           | Astrônomo                             | Estados Unidos | 1910         | [ 3 ]  |
| 5   | Mark St. John             | Guitarrista                           | Estados Unidos | 1955         | [ 4 ]  |
| 6   | Luigi Comencini           | Cineasta                              | Itália         | 1916         | [ 5 ]  |
| 7   | Barry Nelson              | Ator                                  | Estados Unidos | 1917         | [ 6 ]  |
| 8   | Sol LeWitt                | Artista minimalista                   | Estados Unidos | 1928         | [ 7 ]  |
| 11  | Kurt Vonnegut             | Escritor                              | Estados Unidos | 1922         | [ 8 ]  |
| 14  | Daniela Barbosa           | Jogadora de hóquei sobre patins       | Brasil         | 1975         | [ 9 ]  |
| 16  | Maria Lenk                | Nadadora                              | Brasil         | 1915         | [ 10 ] |
| 17  | Iccho Itoh                | Político                              | Japão          | 1945         | [ 11 ] |
| 17  | Nair Bello                | Atriz e humorista                     | Brasil         | 1931         | [ 12 ] |
| 23  | Boris Iéltsin             | Ex-presidente da República            | Rússia         | 1931         | [ 13 ] |
| 25  | Alan Ball                 | Futebolista                           | Inglaterra     | 1945         | [ 14 ] |
| 25  | Cármen Costa              | Cantora e compositora                 | Brasil         | 1920         | [ 15 ] |
| 26  | Florea Dumitrache         | Futebolista                           | Roménia        | 1948         | [ 16 ] |
| 27  | Kirill Lavrov             | Dramaturgo                            | Rússia         | 1925         | [ 17 ] |
| 27  | Mstislav Rostropovich     | Músico                                | Rússia         | 1927         | [ 18 ] |
| 28  | Carl von Weizsäcker       | Físico e filósofo                     | Alemanha       | 1912         | [ 19 ] |
| 29  | Ivica Račan               | Primeiro-ministro                     | Croácia        | 1944         | [ 20 ] |
| 29  | Joseph Nérette            | Presidente da República               | Haiti          | 1924         | [ 21 ] |
| 29  | Octavio Frias de Oliveira | Empresário                            | Brasil         | 1912         | [ 22 ] |
| 29  | Serafim Gonzalez          | Ator e escultor                       | Brasil         | 1934         | [ 23 ] |
| 30  | Gordon Scott              | Ator                                  | Estados Unidos | 1926         | [ 24 ] |
| 30  | Grégory Lemarchal         | Cantor                                | França         | 1983         | [ 25 ] |